# Sexploitationfilm
Der Sexploitationfilm  ist ein Subgenre des erotischen Exploitationfilms, wobei das Kofferwort (sex + exploitation) die filmische Ausbeutung sexueller Inhalte bezeichnet. Sexploitationsfilme sind dabei meistens keine Hardcore-Filme im engeren Sinne.
Der Rape-and-Revenge-Film gilt als Subgenre.
Dieser Filmtyp war in den 1960er Jahren in den Vereinigten Staaten populär; vorwiegend die sogenannten, auf B-Movies spezialisierten Grindhouses zeigten solche Filme. In Europa erreichte er in den 1970er Jahren seinen Höhepunkt. Die Lowbudget-Produktionen boten den Zuschauern Softcore-Unterhaltung (Softsex/Softporn in Abgrenzung zu den in dieser Zeit auch legalisierten Hardcore-Pornofilmen), die Erotikeffekte mit simulierten Sexszenen erzeugte.

## Geschichte des Genres
Die Anfänge des Sexploitationsfilms gehen in den USA auf die Jahre nach dem Zweiten Weltkrieg zurück; der Ausdruck als Bezeichnung des Filmtyps wurde aber erst Anfang der 1960er Jahre üblich. Die Entwicklung ging mit der sexuellen Revolution einher, die die Darstellung von und Auseinandersetzung mit Nacktheit und Sex anstrebte. Teil dieser Liberalisierung war das Aufweichen und schließliche Abschaffen des US-amerikanischen Hays Codes. Die in Kinos gezeigten Sexploitationfilme wurden in den USA zu einer Konkurrenz zu billigen 16-mm-Filmen.
Nachdem zunächst fast nur Undergroundfilmer und Kleinstproduktionen das Genre bedienten, beteiligte sich 20th Century Fox 1970 als erste, große Produktionsfirma mit Blumen ohne Duft (Regie: Russ Meyer).

## Regisseure und Inhalte
Edgar G. Ulmer gilt als der Pate des Genres. Die Regisseure David F. Friedman, Joseph W. Sarno, Radley Metzger und Russ Meyer waren weitere bedeutende Protagonisten. Der mehrfach kopierte Meyer-Film The Immoral Mr. Teas (1959) über einen Mann, der durch Frauenkleider hindurchsehen kann, gilt als wegweisend. Weitere bekannte Filme Meyers waren Lorna (1964, mit gewalttätigen Szenen) und Vixen (1968, in Deutschland unter dem Titel Ohne Gnade – Schätzchen) sowie Supervixens – Eruption (1975).
Fast alle Sexploitationfilme sind die Arbeit männlicher Regisseure. Eine Ausnahme bildet die Amerikanerin Doris Wishman, die aufgrund der über 30 zwischen 1960 und 2002 realisierten Filme auch mit dem Beinamen Queen of Sexploitation tituliert wurde. Zu ihren bekanntesten Werken zählt u. a. Double Agent 73 (dt. Titel: Ein superheißes Ding von 1974).
Das Genre entwickelte sich später zu Filmen, die bestimmte Sujets aufgriffen, wie den Aufenthalt von Frauen in Gefängnissen (Frauengefängnisfilme) oder Erlebnisse von Cheerleadern. Ein weiteres Subgenre bedienten Sexploitationfilme mit Nazi-Themen, Naziploitation genannt, wie die Don-Edmonds-Produktion Ilsa, She Wolf of the SS. Ein weiteres Subgenre sind Filme über Sexsklaverei, in denen junge Frauen zu Sklavinnen erzogen und anschließend auf Auktionen an Kunden verkauft werden. Der Filmproduzent Lloyd A. Simandl produzierte zwischen 1998 und 2013 eine ganze Reihe solcher Filme (bekannt als Bound-Heat-Reihe).
In Rachefilmen, die in der Tradition des Rape-and-Revenge-Films stehen, wird neben dem Leid des jeweiligen Opfers detailliert darauf eingegangen, wie anschließend der Täter psychologisch und/oder körperlich von seinem ehemaligen Opfer bestraft wird. Beispiele hierfür sind „Lisbeth Salander“ in Verblendung (Niels Arden Oplev, 2009) und „Mary“ in American Mary (Jen und Sylvia Soska, 2012) sowie „Michèle Leblanc“ in Elle (Paul Verhoeven, 2016).

## Deutschland und weltweit
In Deutschland wurde der Sexploitationfilm ab Ende der 1960er Jahre eine wichtige Einnahmequelle in den Kinos. 1971 waren die ersten zwei Teile des Schulmädchen-Reports und der erste Teil des Hausfrauen-Reports (Genre: Report-Filme) die drei erfolgreichsten Kinofilme des Jahres. Der Höhepunkt wurde Mitte der 1970er Jahre erreicht; zu dem Zeitpunkt fielen rund die Hälfte aller deutschen Filmproduktionen unter das Genre. Eine besonders populäre Ausprägung des Sexploitationfilms in Deutschland waren die sogenannten Lederhosenfilme. Die in den 1970er Jahren in Europa beliebten Nudistenfilme gelten ebenfalls als Subgenre des Sexploitationfilms. In Frankreich und Italien entstanden Filme wie die Fortsetzungsreihe um Emmanuelle. In den 1990er Jahren waren in Japan auch Horrorfilme mit Sexszenen populär, die ebenfalls zu den Sexploitationfilmen gerechnet werden.